# Église de la Nativité de Parfenievo
Pour les articles homonymes, voir Église de la Nativité.
L'église de la Nativité (en russe : Церковь Рождества, Tserskov Rojdestva) est une église orthodoxe construite en pierre, située dans le village de Parfenievo, en Russie européenne.
L'édifice est classé dans la liste de l'héritage patrimonial de la Russie d'importance régionale. Il appartient à l'architecture néoclassique russe, date du milieu du XIXe siècle, mais est aujourd'hui abandonné.

## Géographie
Cette église de la Nativité est située dans le village de Parfenievo, dans le raïon du même nom, dans l'oblast de Kostroma, en Russie européenne.

## Histoire

### Construction du premier édifice
L'église de la Nativité est liée à l'existence passée d'un monastère, aujourd'hui détruit. Au début du XVIIe siècle, un monastère a été ouvert dans la ville de Parfenievo, dont son nom complet était « Pojdestevenski, dans les gouffres du bois noir,, sur la rivière Neïa». Le monastère est mentionné pour la première fois en 1616,.
Le monastère était pauvre, ne possédait pas de terres arables, seulement une petite parcelle qui ne donnait presque rien. Les frères monastiques survivaient aux dépens de l'aumône et des enterrements des habitants. Alexis Ier fit des contributions au monastère, et apparemment, un trône fut construit dans l'église du monastère en son honneur. Le monastère était cependant soutenu par le clergé, les citadins, les propriétaires, car c'était un centre de la vie spirituelle de toute la région.
C'est ainsi qu'en juin 1716, dans le volost de Parfeniev, les habitants de divers rangs ont déposé une pétition pour construire une église au Patriarche de Moscou. Ils voulaient construire cette église car l'ancienne église du monastère était totalement délabrée, et il était dangereux de s'en servir.
En 1717, grâce à eux ils construisirent une nouvelle église, l'église de la Nativité, dans le monastère, sur le site de l'originale qui était délabrée. Mais faute de fonds, l'ouverture fut retardée. En effet en 1718, alors que l'édifice était achevé, les fonds n'étaient plus disponibles pour préparer l'édifice à la sacralisation. La sacralisation eut lieu en novembre 1720,.
Trois icônes furent placées dans l'édifice ; une de la Nativité du Christ, de la Joie à tous ceux qui pleurent et de l'Icône de la Vierge à la fleur qui ne fane pas. Le sort des icônes est inconnu, mais l'église existe toujours. Le monastère fut fermé en 1725 après la mort du dernier higoumène, nommé Saphronius. Le monastère fut placé sous la protection de l'église de la Déposition de la robe, une autre église de la localité. Derrière l'église de la Nativité se trouvaient les maisons du clergé, où vivaient les prêtres.

### Nouvel édifice
En 1842, ou 1848 selon les sources, un nouvel édifice en pierre fut construit à la place du premier, avec une architecture néoclassique russe. La construction reçut le financement des paroissiens, du Saint-Synode et de l'État. Le nouvel édifice possédait aussi un clocher en pierre. Mais le nouvel édifice fut sobre, fait ainsi pour montrer la pauvreté et l'aliénation du monastère qui existait autrefois sur le site. En 1898, l'église fut entourée d'une clôture en pierre. Le cimetière de l'église est commun avec la cathédrale de la Déposition-de-la-robe. Dans les années 1930, pendant la politique antireligieuse de l'URSS, l'église fut fermée et le clocher partiellement détruit.
L'édifice est aujourd'hui délabré, de nombreuses parties sont effondrées. En 1993 cependant, le gouvernement de l'oblast de Kostroma par le décret du gouverneur du 30 décembre 1993 a classé le bâtiment comme objet patrimonial culturel d'importance régionale. L'église n'a pas été restituée à l'Église orthodoxe russe.

## Patrimonialité
L'édifice est classé dans la liste de l'héritage patrimonial de la Russie d'importance régionale sous le no 441610493550005.